# Cumpich
Cumpich es una localidad del estado mexicano de Campeche. Es parte del municipio de Hecelchakán.

## Toponimia
El nombre «Cumpich» proviene de los términos en maya k'óom, hondonada, pich, tordo. Su significado es «hondonada de los tordos».

## Demografía
| Gráfica de evolución demográfica |
|                                  |

| Censo | Población |
| ----- | --------- |
| 1921  | 477       |
| 1930  | 402       |
| 1940  | 652       |
| 1950  | 505       |
| 1960  | 574       |
| 1970  | 673       |
| 1980  | 800       |
| 1990  | 1 087     |
| 2000  | 1 390     |
| 2010  | 1 587     |
| 2020  | 1 814     |